# Guido Boni
Guido Bon  (Olasz Királyság, Vicchio, 1892. február 7. – Olaszország, Vicchio, 1956. december 15.) olimpiai bajnok olasz tornász.
Részt vett az 1912. évi nyári olimpiai játékokon Stockholmban. Két torna versenyszámban indult. Csapatverseny meghatározott szereken és egyéni összetettben. Csapatban olimpiai bajnok, míg egyéniben a negyedik helyen végzett.
Klubcsapata a SG Ardita Milano volt.